# Talang Jawa Utara
Talang Jawa Utara is een bestuurslaag in het regentschap Lahat van de provincie Zuid-Sumatra, Indonesië. Talang Jawa Utara telt 4867 inwoners (volkstelling 2010).